# Automenes
Automenes (altgriechisch Αὐτομένης Automénēs) aus der Familie der Bakchiaden war der letzte König von Korinth.
Nachdem Telestes ermordet worden war, übernahm Automenes die Regierung über Korinth. Je nach Überlieferung soll er ein oder vier Jahre geherrscht haben. Danach wurde die Monarchie durch die Herrschaft der Prytanen, die jeweils nur für ein Jahr regierten, ersetzt.